# Betamorpha longiramosa
Betamorpha longiramosa là một loài chân đều trong họ Munnopsidae. Loài này được Mezhov miêu tả khoa học năm 1981.